# Unidades de viscosidad
En el SI (Sistema Internacional de Unidades), la unidad física de viscosidad dinámica es el pascal segundo (símbolo: Pa·s), que corresponde exactamente a 1 N·s/m² o 1 kg/(m·s).
La unidad cgs para la viscosidad dinámica es el poise (1 poise (P) ≡ 1g·(s·cm)−1 ≡ 1 dina·s·cm−2 ≡ 0,1 Pa·s), cuyo nombre homenajea al fisiólogo francés Jean Léonard Marie Poiseuille (1799-1869). Se suele usar más su submúltiplo el centipoise (cP). El centipoise es más usado debido a que el agua tiene una viscosidad de 1,0020 cP a 20 °C.
1 poise = 100 centipoise = 1 g/(cm·s) = 0,1 Pa·s
1 centipoise = 10-3 Pa·s
En el sistema imperial, el reyn fue nombrado en honor de Osborne Reynolds:
1 reyn = 1 lb f • s • in-2 = 6,89476 × 106 cP = 6890 Pa × s

## El poiseuille
En Francia se intentó establecer la unidad poiseuille (Pl) como nombre para el Pa·s, sin éxito internacional. No se debe confundir el poiseuille con el poise, llamado así por la misma persona.

## Viscosidad cinemática
Se obtiene como cociente de la viscosidad dinámica (o absoluta) y la densidad. La unidad en el SI es el (m²/s). La unidad física de la viscosidad cinemática en el sistema CGS es el stoke (abreviado S o St), cuyo nombre proviene del físico irlandés George Gabriel Stokes (1819-1903). Comúnmente se utiliza el centistoke (cSt) para designar la viscosidad de aceites.
1 stoke = 100 centistokes = 1 cm²/s = 0,0001  m²/s
1 cSt = 1 mm²/s